# Consell de Ministres d'Espanya (II Legislatura)

Escut de l'estat espanyol, oficial des de 1982

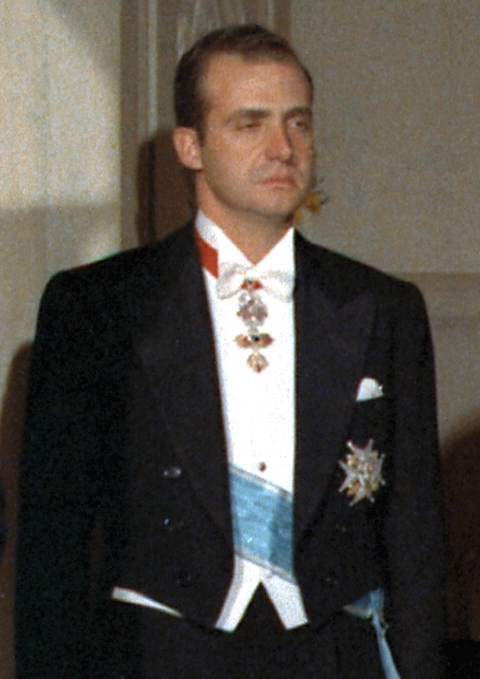
Joan Carles I, rei d'Espanya

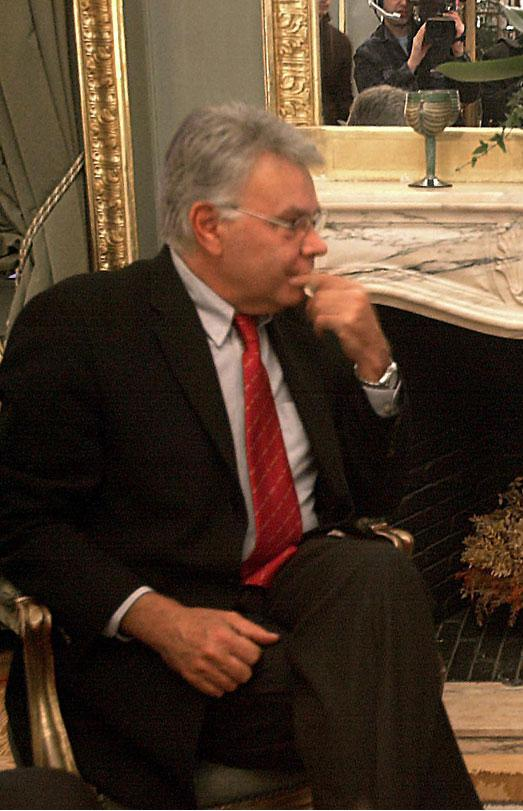
Felipe González, cap de govern

Consell de Ministres d'Espanya des del 3 de desembre de 1982 fins al 26 de juliol de 1986.
- President del Govern

Felipe González Márquez
Ministres
- Vicepresident del Govern

Alfonso Guerra González
- Ministre d'Afers Exteriors

Fernando Morán López fins al 5 de juliol de 1985.
Francisco Fernández Ordóñez des del 5 de juliol de 1985.
- Ministre de Justícia

Fernando Ledesma Bartret
- Ministre de Defensa

Narcís Serra i Serra
- Ministre d'Economia i Hisenda

Miguel Boyer Salvador fins al 5 de juliol de 1985.
Carlos Solchaga Catalán des del 5 de juliol de 1985.
- Ministre de l'Interior

José Barrionuevo Peña
- Ministre d'Obre Públiques i Urbanisme

Julián Campo Sainz de Rozas fins al 5 de juliol de 1985.
Javier Saenz de Cosculluela des del 5 de juliol de 1985.
- Ministre d'Educació i Ciència

José María Maravall Herrero
- Ministre de Treball i Seguretat Social

Joaquín Almunia Amann
- Ministre d'Indústria i Energia

Carlos Solchaga Catalán fins al 5 de juliol de 1985
Joan Majó Cruzate des del 5 de juliol de 1985.
- Ministre d'Agricultura, Pesca i Alimentació

Carlos Romero Herrera
- Ministre de la Presidència

Javier Moscoso del Prado y Muñoz
- Ministre de Transport, Turisme i Comunicacions

Enrique Barón Crespo fins al 5 de juliol de 1985.
Abel Ramón Caballero Álvarez des del 5 de juliol de 1985.
- Ministre de Cultura

Javier Solana Madariaga
- Ministre d'Administració Territorial

Tomás de la Quadra-Salcedo Fernández del Castillo fins al 5 de juliol de 1985.
Félix Pons Irazazábal des del 5 de juliol de 1985.
- Ministre de Sanitat i Consum

Ernest Lluch Martín

## Canvis
L'única remodelació ministerial del període es va produir el 5 de juliol de 1985.